# Barna Gábor (néprajzkutató)
Barna Gábor (Kunszentmárton, 1950. április 13.) magyar etnográfus, egyetemi tanár, a történelemtudomány (néprajz) kandidátusa (1989).

## Pályafutása
1964 és 1968 között a kunszentmártoni József Attila Gimnázium tanulója volt, majd 1968-tól 1973-ig a debreceni KLTE BTK történelem-néprajz-latin szakán tanult. 1974-ben szerzett egyetemi doktorátust, majd 1989-ben a történelemtudomány (néprajz) kandidátusa lett. 1998-ban habilitált.
1972-73-ban a szolnoki Damjanich János Múzeumban volt gyakornok, segédmuzeológus, majd 1973 és 1986 között a Magyar Tudományos Akadémia Társadalomtudományi Főosztályán, a debreceni KLTE Néprajzi Tanszékén mint akadémiai kutató működött. 1987-1993-ban az MTA Néprajzi Kutatóintézetben volt tudományos főmunkatárs illetve tudományos titkár. 1992 és 1997 között a Miskolci Egyetem  Régi Magyar Irodalomtörténeti Tanszéken mint másodállású egyetemi docens áll alkalmazásban. 1993-tól a JATE / SZTE BTK Néprajzi Tanszékén Szegeden főállású egyetemi docens.

## Díjak, elismerések
- Jankó János-díj (1981)
- Nagykunságért-díj (1992)
- Pro Régió-díj (1993)
- Stephanus-díj (2012)
- A Magyar Érdemrend tisztikeresztje (2018)

## Tudományos társasági tagságok
- 1971- tag, Magyar Néprajzi Társaság, Budapest
- 1988- tag, Magyar Egyháztörténeti Enciklopédia Munkaközössége METEM, Budapest
- 1988- tag, Societé Internationale d'Ethnologie et de Folklore, az Etnokartográfiai és a Népi vallásosság munkacsoportban
- 1991- tag, Magyar Filológiai Társaság, Budapest
- 1991- tag, Österreichische Gesellschaft für Volkskunde, Bécs
- 1991- tag, Kriza János Néprajzi Társaság, Kolozsvár
- 1991- tag, Magyar Középkortudományi Társaság, Budapest
- 1993- tag, Magyar Régészeti és Művészettörténeti Társulat, Budapest
- 1993- tag, Dugonics Társaság, Szeged
- 1995- tag, Folklore Fellows Association, Helsinki
- 1996- levelező tag, Suomalasien kirjallisuuden seura (Finn Irodalmi Társaság), Helsinki
- 1999. Szent István Akadémia, rendes tag

## Művei
- Játékok a művelődési otthonokban; gyűjt. és szerk. Barna Gábor, Huszerl József, Varga A. Tamás; Népművelési Intézet, Bp., 1978
- Néphit és népszokások a Hortobágy vidékén; Akadémiai, Bp., 1979
- A nora. Egy szláv eredetű hiedelemlény a magyar néphitben; MTA Néprajzi Kutató Csoport, Bp., 1981 (Miscellanea ethnologica Carpatho-Balcanica)
- Barna Gábor–Nádasi Éva: Kérdőív a búcsújárás néprajzi kutatásához; Kossuth Lajos Tudományegyetem Néprajzi Tanszéke, Debrecen, 1983 (A Kossuth Lajos Tudományegyetem Néprajzi Tanszékének kérdőívei)
- Búcsújáró és kegyhelyek Magyarországon; Panoráma, Bp., 1990
- Néphit, népi vallásosság ma Magyarországon, 1990
- Bálint Sándor–Barna Gábor: Búcsújáró magyarok. A magyarországi búcsújárás története és néprajza; Szent István Társulat, Bp., 1994
- Cigány néprajzi tanulmányok I., szerk. [Bódi Zsuzsával], 1994
- A mai Kunszentmárton megalapitásának története. A "Megszálló levél"; Önkormányzat, Kunszentmárton, 1994 (Várostörténeti és néprajzi tanulmányok)
- A tállyai Fáklyás Társulat dokumentumai; JATE Néprajzi Tanszék, Szeged, 1996 (Devotio Hungarorum)
- Az Élő Rózsafüzér kunszentmártoni társulatának jegyzőkönyvei, 1851-1940; JATE Néprajzi Tanszék, Szeged, 1998 (Devotio Hungarorum)
- Búcsújárók. Kölcsönhatások a magyar és más európai vallási kultúrákban; Lucidus, Bp., 2001 (Kisebbségkutatás könyvek)
- Egy szent raktár. Tárgyak, szimbólumok, kommunikáció; SZTE Néprajzi Tanszék, Szeged, 2003 (Devotio Hungarorum)
- Barna Gábor–Juhász Antal–Pusztai Bertalan: A néprajz szegedi műhelye; SZTE, Szeged, 2004
- Az Élő Rózsafüzér társulata. Imádság és imaközösség a 19-21. századi vallási kultúrában; Szent István Társulat, Bp., 2011 (Szegedi vallási néprajzi könyvtár)
- Saints, feasts, pilgrimages, confraternities. Selected papers; Department of Ethnology And Cultural Antropology, Szeged, 2014 (Szegedi vallási néprajzi könyvtár)
- Vallási néprajzi tanulmányok; SZTE BTK Néprajzi és Kulturális Antropológiai Tanszék, Szeged, 2014 (Szegedi vallási néprajzi könyvtár)
- Kunszentmárton. Történeti néprajzi tanulmányok; SZTE BTK Néprajzi és Kulturális Antropológiai Tanszék, Szeged, 2015 (Várostörténeti és néprajzi tanulmányok)
- Tanulmányok a 18-20. századi Kunszentmárton vallási életéről; MTA-SZTE Vallási Kultúrakutató Csoport, Szeged, 2015 (Várostörténeti és néprajzi tanulmányok)
- Táji kapcsolatok, helyi sajátosságok. Néprajzi írások a jászok és kunok földjéről; Lucidus, Bp., 2016 (Kisebbségkutatás könyvek)
- Barna Gábor–Csetényi Mihályné: Adatok a csépai evangelikus egyház történetéhez. Csák Ernő missziós lelkész és szászi Kovách Albert egyházfelügyelő élete és munkássága; Helytörténeti Múzeum, Kunszentmárton, 2018 (Várostörténeti és néprajzi tanulmányok)
- A "megszállólevél". Kunszentmárton 18. századi újratelepítéséről szóló elbeszélés. A történelmi emlékezet és a helyi identitás megszerkesztése; szerzői, Kunszentmárton–Budapest, 2019 (Várostörténeti és néprajzi tanulmányok) + térkép